# Thomas Scott Baldwin

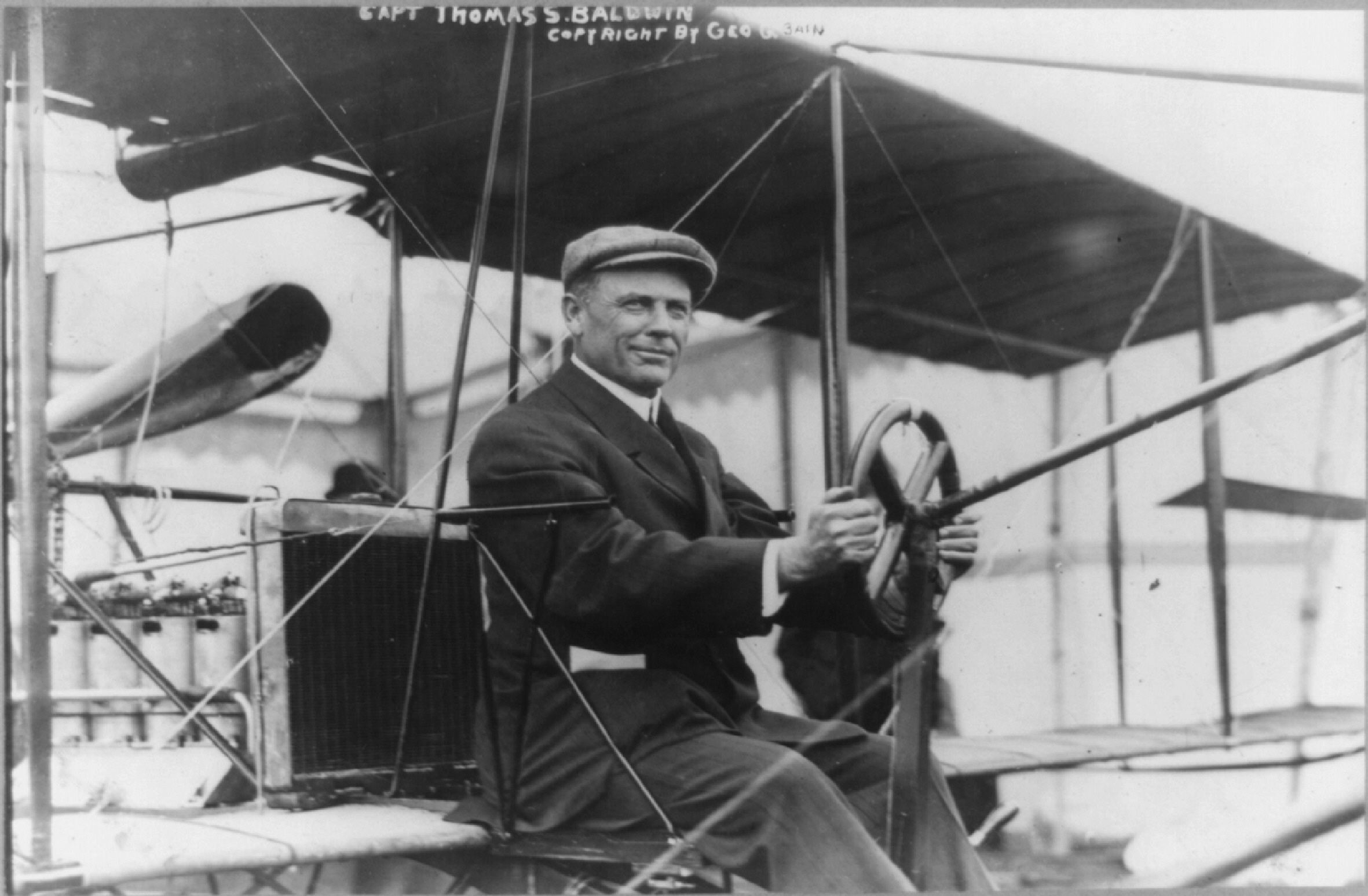
Baldwin en la base de la Fuerza Aérea Hill, Utah.

Thomas Scott Baldwin (Condado de Marion, 30 de junio de 1860-Búfalo, 17 de mayo de 1923) fue un oficial del ejército norteamericano y pionero del vuelo en aerostato. Fue la primera persona que descendió de uno de ellos en paracaídas.

## Biografía
Nació en el condado de Marion, en Misuri, hijo de Jane y Samuel Yates Baldwin. Su primer trabajo fue como operador de frenos en el ferrocarril de Illinois; luego actuó como trapecista de circo, y en 1875 construyó un globo de aire caliente que perfeccionó durante los diez años siguientes, realizando demostraciones por todo el país. 
El 30 de junio de 1885 realizó el primer salto registrado en paracaídas desde un aerostato, y posteriormente repitió varias veces tal demostración, ganando el título de "padre del paracaídas moderno". 

### Globo propulsado
En 1900, Baldwin creó un globo propulsado al que llamó "California Arrow" utilizando un motor de motocicleta y un globo en forma de cigarro relleno con hidrógeno como gas elevador. El 3 de agosto de 1904, el artefacto logró efectuar el primer vuelo circular registrado en América.